# 线蛇属
线蛇属（学名：Tropidoclonion）是游蛇科的一属。

## 下属物种
本属包括以下物种：
- 线蛇 Tropidoclonion lineatum (Hallowell, 1856)